# Progne modesta
Progne modesta е вид птица от семейство Лястовицови (Hirundinidae). Видът е застрашен от изчезване.

## Разпространение
Видът е разпространен в Еквадор.